# Jakhaly
Jakhaly ist eine Ortschaft im westafrikanischen Staat Gambia.
Nach einer Berechnung für das Jahr 2013 leben dort etwa 2010 Einwohner, das Ergebnis der letzten veröffentlichten Volkszählung von 1993 betrug 1406.

## Geographie
Jakhaly liegt am südlichen Ufer des Gambia-Flusses in der Central River Region, Distrikt Fulladu West. Der Ort liegt unmittelbar an der South Bank Road, Gambias wichtigster Fernstraße. Auf dieser Straße ist Jakhaly zwischen Madina Umfally und Kundang rund zwei Kilometer westlich von Madina Umfally entfernt.